# Antoine Schyrgens
Antoine Schyrgens (Luik, 27 september 1890 - Oostende, 22 december 1981) was een Belgisch figuratief kunstschilder uit de 20ste eeuw.

## Persoonsgegevens
Hij was een zoon van Théophile Schyrgens, een magistraat van Nederlandse origine en van Marie Lebeau, een pianiste. Schyrgens was gehuwd met Simonne Colsoulle bij wie hij vijf kinderen had.
Zijn zoon Jacques Schyrgens werd eveneens kunstschilder.

## Levensloop
Antoine Schyrgens was architect van opleiding (École Saint-Luc, Luik, 1914) en volgde aan deze instelling ook teken- en schilderlessen.
In 1914 vocht hij als soldaat in de 14de Vestinglinie. Hij werd krijgsgevangen genomen door de Duitsers in de nacht van 5 op 6 augustus 1914. Een groot deel van de Eerste Wereldoorlog bracht hij door in Duitse gevangenschap in Giessen. Hij werd in dit kamp in 1915 geportretteerd door de medegevangenen Albert Venelle (1900-1931) en in 1916 door Jules Old.
Na de Eerste Wereldoorlog werkte hij als architect voor de bouwfirma Levi, in het kader van de wederopbouw, eerst in Noord-Frankrijk, daarna in Vlaanderen. Daarom woonde hij twee jaar in Passendale.
In 1928 kwam hij in Raversijde bij Oostende wonen. Later woonde hij in Oostende zelf.
In 1934 hoorde hij bij het lerarenkorps van de heropgestarte Oostendse Kunstacademie onder leiding van directeur Alfons Blomme. Hij gaf er les in aquarel. De leslokalen waren in de Noorse Stallingen. Het lerarenkorps bestond verder uit J. Verbruggen, W. Nefors, Marcel Colombie, Gustaaf Sorel, Daniël Devriendt en V. Vanhoutte.
Leerlingen van hem waren onder andere Claire Dorchain, Oscar Walleyn en Margot Knockaert.
Tijdens de Tweede Wereldoorlog verbleef hij met zijn gezin in Frankrijk.
Hij reisde frequent naar Frankrijk, Italië en Canada.
Antoine Schyrgens schreef jarenlang kunstkronieken in het lokale Oostendse weekblad « Le Littoral ».
Hij was goed bevriend met de lokale Oostende kunstenaars zoals James Ensor, Alfons Blomme, Gustaaf Sorel, Alice Frey, Emiel Bulcke en Jan De Clerck . Hij  publiceerde in 1957 zijn memoires over zijn contacten met kunstenaars (“Le monde inconnu des artistes”).
Hij was gehuwd met Simonne Colsoulle.  Zijn zoon Jacques Schyrgens werd eveneens kunstschilder. Hij week later uit naar Canada.

## Oeuvre
Hij maakte vooral aquarellen met gezichten uit de Ardennen, Oostende en het hinterland, Leuven, De Panne en andere plaatsen die hij tijdens reizen aandeed. Verder ook portretten marines en stadsgezichten.
Hij maakte ook etsen en ontwierp affiches voor de Oostendse velodroom, Wellingtonrenbaan en voor de Zeewijding.

## Tentoonstellingen
- 1930, Oostende, Société Littéraire
- 1932, Leuven, Zaal Fonteyn; Oostende, groepstentoonsteling in Cercle d'Art
- 1933, Oostende, groepstentoonstelling in deGalerie  Studio.
- 1934, Oostende, Cercle d'Art
- 1934, Oostende, Galerie Studio (deelname aan groepstentoonstelling "Le petit Tableau")
- 1936, Antwerpen, Cercle Artistique; Oostende, groepstentoonstelling in het Groot Kerstsalon; Oostende, groepstentoonstelling in de Kursaal.
- 1939, Oostende, groepstentoonstelling in Salle Artista.
- 1949, Oostende, Cercle interallié
- 1949, Den Haag, Panorama Mesdag
- 1985, Oostende, Galerie De Peperbusse (retrospectieve)

## Musea
- Oostende, Mu.ZEE (Kunstmuseum aan Zee)